# Samsung GT-E1100
Samsung GT-E1100 - бюджетный мобильный телефон компании Samsung, анонсированный в феврале 2009 года. Занимает седьмое место в рейтинге самых продаваемых телефонов.

## Описание модели
Корпус аппарата выполнен из черного платика. На задней стороне корпуса телефона находится крышка, которая прикрывает аккумулятор. Сверху находится небольшой фонарик. На лицевой стороне находится отверстие единственного динамика и большое отверстие для резиновой клавиатуры. Снизу на корпусе также присутствует отверстие для ремешка. Клавиатура разделена на 6 горизонтальных рядов. На первом находятся софт-клавиши, на 2 ряду - кнопки приёма и сброса вызова. Первый и второй ряды также пересекает джойстик с навигационными и центральной клавишами. На 3-6 рядах располагаются цифровые клавиши от 0 до 9, символы "*" и "#". Между горизонтальными рядами есть небольшие углубления. Такие функции как камера, диктофон, браузер, передача мультимедиа не поддерживаются на этом телефоне.

## Модификации модели

### Samsung E1070
Является облегченной версией E1100. Телефон отличается дизайном, а именно: отверстие для ремешка переместилось вверх, появились вертикальные углубления на клавиатуре и пластмассовые вкладки около экрана, а также телефон приобрел форму скругленного прямоугольника.

#### Samsung GT-E1120
Отличается увеличенной мощностью аккумулятора 800 мАч, отсутствием отверстия для ремешка и добавленной игрой "Sudoku A+". Пластмассовые вкладки и крышка стали металлическими, а навигационные клавиши прикрывает не резина, а серебристый блестящий пластик.

### Samsung GT-E1080
Отличается от E1100 отсутствием фонарика, более мощной батареей 800 мАч, дополнительной игрой "Sudoku A+" и изменённым интерфейсом меню. Корпус сделан из черного и серого/красного пластика, наверху имеется отверстие для ремешка. Разъём для зарядки прикрыт пластиковой шторкой. Клавиатура почти идентична клавиатуре E1100, за исключением надписи "ОК" на центральной клавише и форме джойстика. Цвет окантовки крестовины зависит от цветового решения модели. Также существует модификация GT-E1080i, которая отличается предустановленной игрой. На новой модели это игра формата три в ряд "Super Jewel Quest".

#### Samsung GT-E1150/GT-E1190
С программной точки зрения, идентичен модели E1080. Появилась возможность обмениваться файлами, но камеру и диктофон в модель не добавили. Особенностью является раскладной форм-фактор телефона.

#### Samsung GT-E1080W
Дизайн модификации абсолютно идентичен дизайну E1080. Расширена телефонная книга (с 200 до 1000 контактов) и обновлен интерфейс меню. На новой модели содержится игра "Luxor Quest", схожая с компьютерной игрой "Zuma".

#### Samsung GT-E1081T
С программной точки зрения, модификация абсолютно идентична GT-E1080i. Аппарат целиком выполнен из черного пластика, крестовина приобрела форму шестиугольника, а также расширена телефонная книга (до 500 контактов). В модификации добавлен встроенный фонарик.

## Связанные модели

### Samsung E2121B
Является продвинутой версией E1100 и телефоном-плеером. Корпус модели абсолютно идентичен, за исключением задней крышки. Крестовина приобрела форму круга и окантовку из серебристого пластика. На центральной клавише появился символ "Pause-Play". Клавиши приёма, сброса вызова, а также цифровые клавиши с чётными цифрами соединены для создания эффекта шахматного порядка. В телефон добавили фото и видеокамеру, диктофон, возможность передачи данных, встроенный WAP-браузер, Bluetooth и поддержку Java-приложений, MP3, AAC.